# Wimpernverlängerung

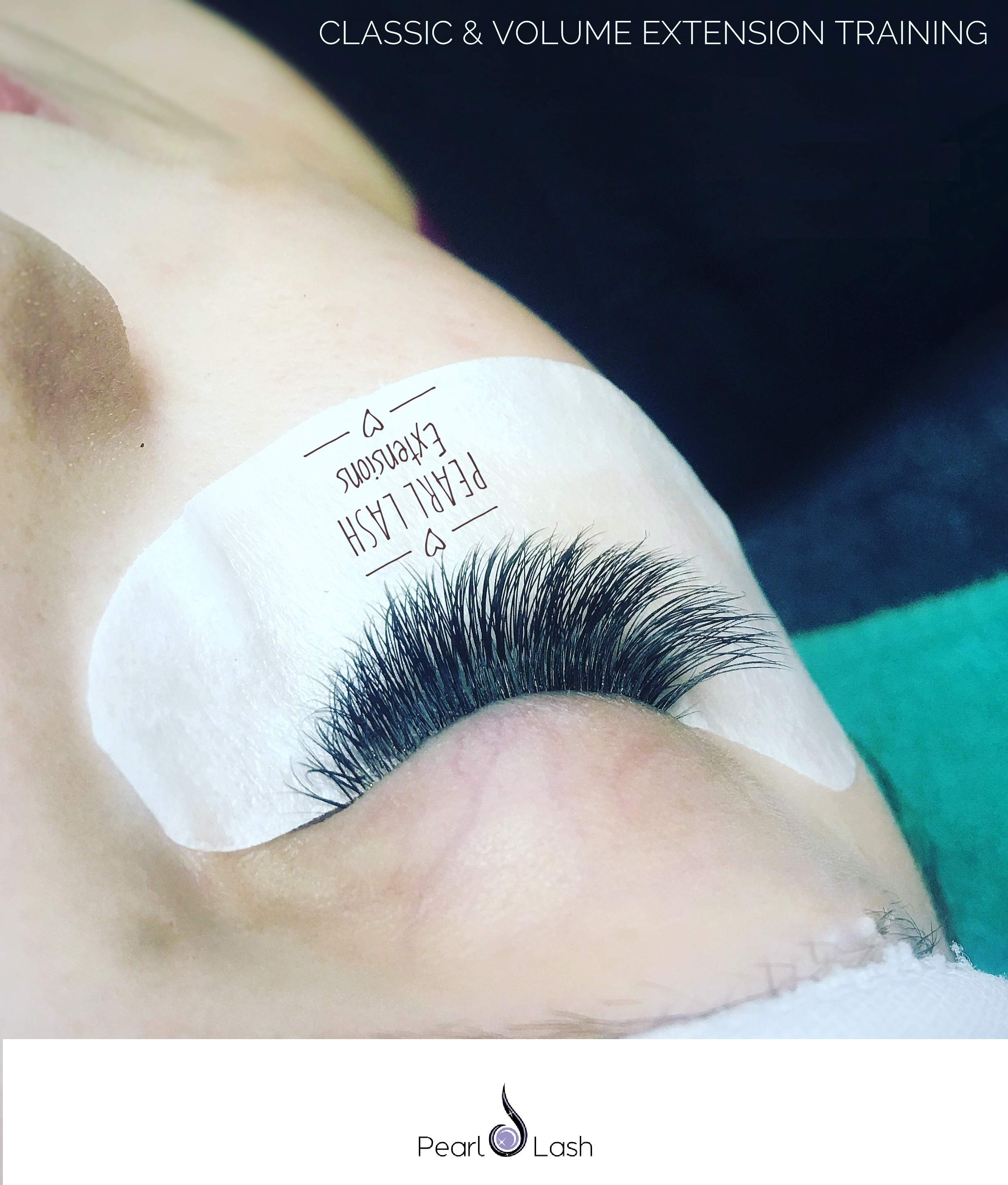
Beispiel für die Anwendung einer Wimpernverlängerung

Eine Wimpernverlängerung ist eine kosmetische Methode, bei welcher auf eine natürliche Wimper eine oder mehrere Wimpern aus Kunst- oder Naturhaar mit einem Spezialkleber appliziert werden, um die Fülle und Länge des natürlichen Wimpernkranzes zu verstärken.

## Geschichte
Bereits in der Antike und später im frühen Rom galten lange Wimpern als Schönheitsmerkmal. In der Literatur findet die Erwähnung der Verlängerung von Wimpern jedoch erstmals im Jahr 1879 statt, als James D. McCabe im Abschnitt Gesetze der Etikette in der Nationalen Enzyklopädie der Geschäfts- und Gesellschaftsformen feststellte, dass Wimpern länger wachsen können, wenn man deren Spitzen regelmäßig mit einer Schere abschneidet. Je früher man mit diesem Prozess beginne, desto effektiver sei er. Diese Empfehlung entsprach dem viktorianischen Ideal, die natürliche Schönheit zu fördern, anstatt auf schnellere, künstliche Lösungen zurückzugreifen.
Andere Schönheitsbücher wie My Lady's Dressing Room (1892) von Baronne Staffe und Beauty's Aids oder How to be Beautiful (1901) von der anonymen Autorin Countess C geben ebenfalls an, dass das Trimmen von Wimpern zusammen mit der Verwendung von Trikogene-Pomade das Wimpernwachstum fördere. Der Trikogene-Pomade sprach man grundsätzlich Haar verlängernde Wirkung zu. In A Practical Guide for the Perfumer (1868) findet sich hierzu sogar eine Rezeptmischung mit Nervengift, Kalbsfett, Nussbutter u. a., deren Anwendung allerdings zu gesundheitlichen Schäden führte. Countess C schlug auch vor, dass Wimpern zusätzliche Länge und Stärke erhalten, wenn sie jeden Abend mit einer Mischung aus Wasser und Walnussblättern gewaschen werden.
1882 berichtete Henry Labouchère in der Britischen Publikation Truth erstmals von einer – wenn auch drastischen – Methode, falsche Wimpern anzubringen. „Die Pariser haben herausgefunden, wie man falsche Wimpern macht. Ich spreche nicht von dem vulgären und bekannten Trick, den Rand des Auges mit allen möglichen schmutzigen Kompositionen abzudunkeln oder von dem künstlerischen Vorgehen, dies im Inneren des Augenlids zu tun. Nein, sie ziehen tatsächlich eine feine Nadel mit dunklem Haar durch die Haut des Augenlids und bilden lange Schleifen. Mit wurde gesagt, das sei schmerzhaft. Nach dem Vorgang verhüllt ein herrlicher dunkler Pony die Augen der Kokette.“ Diese Technik wurde ohne Betäubungsmittel, allenfalls mit etwas Kokain zur Schmerzlinderung, durchgeführt und war sehr unangenehm.
Ein ähnlicher Bericht mit dem Titel Unwiderstehliche Augen können durch Haartransplantation entstehen erschien in der Ausgabe von The Dundee Courier vom 6. Juli 1899, in der ebenfalls diese schmerzhafte Methode zur Verlängerung der Wimpern beschrieben wurde.
Die heutigen künstlichen Wimpern wurden erstmals 1902 von dem in Deutschland geborenen Haarspezialisten und bekannten Erfinder Karl Ludwig Nessler erfunden, patentiert und hergestellt. Ab 1903 begann er in seinem Londoner Salon mit dem Verkauf von künstlichen Streifenwimpern aus Menschenhaar, die an Fischhaut – auch als Isinglass bekannt – aus Fischschwimmblasen befestigt waren. Spätere Versionen seiner Streifenwimpern, bekannt als Nestolashes, waren in Braun, Dunkelbraun und Schwarz erhältlich. Die Gewinne aus den Verkäufen der Wimpernverlängerungen setzte er ein, um seine nächste Erfindung, die Permanentwellenmaschine (allgemein als Dauerwelle bezeichnet), zu finanzieren. Die Dauerwelle nutzt Wärme und Chemikalien, um die vernetzenden Bindungen der Haarstruktur zu brechen und zu formieren.
Die ersten aufklebbaren Bandwimpern wurden im Jahr 1911 von der Kanadierin Anna Taylor patentiert.
Obwohl schon zu Beginn des 20. Jahrhunderts erhältlich, wurden falsche Wimpern erst in den Zwischenkriegsjahren populär. Der wahrscheinliche Grund dafür war der Aufstieg Hollywoods zum Zentrum der US-amerikanischen Filmindustrie. Zu diesem Zeitpunkt gründete ein anderer bekannter Erfinder von Wimpernverlängerungen, Max Factor, ein polnischer Kosmetikunternehmer, die Firma Max Factor & Company. Die globale Filmindustrie ermöglichte es Visagisten wie Max Factor und den Brüdern Westmore, ihre Visionen von Glamour weltweit zu verbreiten. Frauen, die die Augen von Filmstars wie Greta Garbo nachahmen wollten, konnten Mascara verwenden, aber sie hatten auch die Möglichkeit, falsche Wimpern von Anbietern wie Nestlé-le Mur oder Max Factor anzubringen.
Im Jahr 2008 begann ein koreanisches Unternehmen mit der Herstellung von Produkten, die dort als semi-permanente Wimpern populär wurden. Deren Verfahren zur Herstellung von Wimpernverlängerungen wurden von ähnlichen Unternehmen übernommen, vor allem in den Nachbarländern einschließlich China und Japan.

## Verfahren
Wimpernverlängerungen sind nicht zu verwechseln mit herkömmlichen falschen Wimpern, die in Streifen oder kleinen Bündeln auf dem Augenlid befestigt werden. Solche Strips werden oft als unbequem und irritierend empfunden. Sie sind zwar leicht anzubringen, das Ergebnis ist allerdings nicht wasserfest und nur von kurzer Dauer. Wimpernverlängerungen hingegen sind nahezu gewichtslos und werden eine nach der anderen einzeln mit einem wasserfesten Wimpernkleber auf die natürliche Wimpern aufgebracht, ohne das Lid zu berühren. Sie wirken fast so, als hätten sie eine eigene Haarwurzel. Das Ergebnis sind längere, dickere und natürlich aussehende Wimpern, die angenehmer zu tragen sind und viele Wochen halten, anstatt nur ein oder zwei Tage. Dieses Verfahren wird deshalb auch semi-permanente Wimpernverlängerung genannt, weil die Applikation nicht dauerhaft ist, sondern im besten Fall nur so lange hält, bis die natürliche Wimper von selbst ausfällt. Es ist ein natürlicher Vorgang, dass jeden Tag Wimpern ausfallen, sodass der volle Wimpernkranz von Woche zu Woche etwas dünner wird. Zum Erhalt der Fülle ist alle 2–3 Wochen eine Nachfüllung oder alle vier Wochen ein Teilersatz erforderlich. Bei richtiger Ausführung sollten die natürlichen Wimpern nicht beschädigt werden. Es ist wichtig, einen ausgebildeten Profi zu finden, der das Wimpernwachstum aufrechterhält und das Risiko von Augenirritationen verringert.
Da der Lebenszyklus einer Wimper etwa 3 Monate beträgt und sie erst beklebt werden kann, wenn sie nach 4 Wochen eine Mindestlänge hierfür erreicht hat, beträgt die optimale Lebensdauer einer Wimpernverlängerung etwa 6–8 Wochen.
Eine Applikation, die im Liegen stattfindet, dauert – je nach Sorgfalt und Aufwand – zwischen 30 Minuten bis zu 3 Stunden, je nachdem, wie viele Wimpern beklebt werden. Die Anzahl der natürlichen Wimpern pro Auge beträgt im Durchschnitt etwa 100–300 Stück. Die Kunst der Applikation besteht darin, die längere, künstliche Wimper auf der kürzeren, natürlichen Wimper aufzubringen, ohne die Haut zu berühren, jedoch möglichst nahe am Lidrand. Dafür wird die künstliche Wimper im unteren Drittel in einen cyanacrylathaltigen Wimpernkleber getaucht und dann so auf die natürliche Wimper aufgesetzt, dass über die gesamte Länge eine Verbindung entsteht. Dieser Vorgang wird auf so viel wie möglich weiteren Wimpern wiederholt, bis die gewünschte Dichte und Länge entsteht.

## Wimpernkunde
Die Verlängerungen können aus verschiedenen Materialien hergestellt sein, in der Regel handelt es sich wegen ihrer hohen Hitze- und Materialbeständigkeit um PBT-Fasern, wie sie beispielsweise auch für Zahnbürsten verwendet werden. Es können aber auch Naturwimpern aus Nerz- oder Pferdehaar zum Einsatz kommen.
Von großer Bedeutung für die Haltbarkeit und Ästhetik der Applikation ist die Wahl der Wimpern, von denen es eine große Anzahl verschiedener Formen und Längen gibt. Eine Universalwimper für alle Größen gibt es nicht. Es hängt vielmehr von Form und Position der Augen, Anzahl der vorhandenen natürlichen Wimpern, deren Länge und Beschaffenheit und schließlich von den Vorstellungen der Person ab, welche Wimper für ihren Zweck geeignet ist. Große Anbieter halten deshalb über 400 verschiedene Wimpern in ihrem Sortiment vor.
Als Regel gilt: Brüchige, zarte Wimpern sind nicht in der Lage, dicke oder zu lange Wimpern zu tragen. Ist die Extension zu schwer ausgewählt, werden Schäden auftreten (Bruch, Follikel Schäden usw.). Um das Wimpernwachstum nicht zu schädigen, sollte gut überlegt werden, wie viel Gewicht und Länge der natürlichen Wimper zugemutet werden kann.
Wimpernextensions gibt es in unterschiedlichen Stärken, beginnend mit 0,03 mm Durchmesser, bis etwa 0,25 mm und unterschiedlichen Längen von 6 mm bis etwa 17 mm.
Neben Länge und Stärke wird nach Form, auch Curl genannt, unterschieden. Dieses sind die gängigsten Curls:
J-Curl Wimpern sind die geradesten und entsprechen am ehesten der Form, die die meisten Frauen haben. Sie sind am Anfang gerade und haben einen leichten Bogen an ihrer Spitze. Sie eignen sich, wenn mehr Länge und Volumen gewünscht wird, allerdings sieht man die Fülle nicht so sehr von vorne, eher mehr im Profil und bei gesenktem Blick.
B-Curl haben etwas mehr Schwung als die J-Curl, aber weniger als die C-Curl. Damit kommen sie der Form von Naturwimpern ebenfalls sehr nahe und werden appliziert, wenn die Naturwimpern ziemlich gerade sind.
C-Curl sind die am stärksten verbreiteten, denn sie passen fast auf jede Naturwimper und „öffnen den Blick“. Sie haben einen schönen Schwung bereits aus der Mitte heraus, so dass der Wimpernkranz auch von vorne beeindruckend aussieht.
D-Curl gehen schon stark in die glamouröse Richtung, da sie sehr stark nach oben geschwungen sind. Sie eignen sich, wenn das Aussehen dem einer Puppe nahe kommen soll. Auf sehr geraden Wimpern halten sie nicht sehr lange, da wegen des starken Curls die Verbindung mit der Naturwimper nur über ein kurzes Stück verläuft.
Bei tiefer liegenden Augen sind D-Curl nicht geeignet, insbesondere wenn sie länger als 12 mm sind, da die Spitzen dann das Lid berühren. Das kitzelt und kann auf Dauer Reizungen verursachen.
L-Curl werden auch Barbie-Wimpern genannt, weil sie schon kurz hinter dem Ansatz nach oben zeigen. Frauen mit sehr geraden Wimpern, beispielsweise aus dem südamerikanischen oder fernöstlichen Raum, schätzen diesen Typ sehr.
L-lift-Curl sind noch steiler nach oben gerichtet, als die L-Curl. Mit ihnen lässt sich der "Barbie-Effekt" am besten bilden.
U-Curl sind die am stärksten gekurvten Wimpern auf dem Markt, und wie der Name schon sagt, haben sie die Form eines „U“. Bei sehr stark gekurvten Natur-Wimpern sind sie ideal. Im Alltagsleben sind sie nicht besonders tauglich. Je länger sie gewählt werden, desto kürzer halten sie, denn die Verbindungsfläche mit der natürlichen Wimper ist hier sehr kurz.
Neben Einzelwimpern, die für die sogenannte 1:1 Methode (eine Extension pro natürlicher Wimper) verwendet werden, gibt es sogenannte Volumen-Wimpern für den volleren Volumen Look, auch xD Look oder Russian Volume Look genannt. Das sind kleine Wimpern-Bündel, die am unteren Ende miteinander verbunden sind. Je nach Anzahl nennt man sie auch Y-Wimpern bzw. 2D, W-Wimpern bzw. 3D, 4D, 5D oder gar 10D und mehr, wenn sie zu Fächern mit 10 Einzelwimpern verbunden sind.

## Schulung und Anbieter
Die Applikation von Wimpern erfordert keine Ausbildung, aber Konzentration, Übung, Fingerfertigkeit, Erfahrung und Routine. Die Technik wird in Kosmetik-Schulen oder in bestimmten Workshops der Fachfirmen gelehrt, die entsprechende Teilnahme-Zertifikate ausstellen. Die Zertifikate entsprechen allerdings keinem standardisierten Qualifikationsrahmen.
Die Durchführung von Wimpernverlängerungen ist in Deutschland erlaubnisfrei. Daher wird diese Dienstleistung nicht nur von Gewerbe treibenden und Kosmetikinstituten, sondern auch von Friseuren oder mobilen Stylisten angeboten.